# 大原インターチェンジ (岡山県)
大原インターチェンジ（おおはらインターチェンジ）は、岡山県美作市今岡にある、鳥取自動車道のインターチェンジである。構造は平面Y型となる。

## 歴史
- 2010年（平成20年）3月28日：佐用JCT - 大原IC間開通に伴い、供用開始[1]。
- 2013年（平成25年）3月23日：大原IC - 西粟倉IC間開通[2]。同時に、本線上にBSを設置[要出典]。

## 周辺
- 大原駅（智頭急行・智頭線）
- 宮本武蔵駅（智頭急行・智頭線）

## 接続する道路
- 直接接続
  - 国道429号

## 料金所
- 国土交通省が管轄する無料区間であるため、料金所は設置されていない。

## バスストップ
本線上に高速バス用のバスストップが設置されている。バス事業者では「大原インター」と案内される。
ポールは神姫バス仕様のものが設置されている。

### 停車する路線
| のりば | 愛称               | 会社名       | 行先                                     | 備考 |
| ------ | ------------------ | ------------ | ---------------------------------------- | ---- |
| 上り線 | プリンセスバード号 | 日ノ丸自動車 | 姫路（姫路駅北口）                       |      |
| 下り線 | プリンセスバード号 | 日ノ丸自動車 | 鳥取（鳥取駅・日ノ丸本社前・鳥取大学前） |      |

### バス停へのアクセス
- 美作共同バス 中町下バス停

## 隣
E29 鳥取自動車道
(1) 佐用平福IC（鳥取方面出入口） - (2) 大原IC/BS - 西粟倉BS - (3) 西粟倉IC/道の駅あわくらんど